# Gimes Lajos
Gimes Lajos, született Goldberger (Miskolc, 1886. november 29. – Buchenwaldi koncentrációs tábor, 1945. február 23.) magyar festő. 

## Életpályája
Gimes (Goldberger) Simon (1854–1902) tanító, hitközségi jegyző és Feldmann Mária fia. Budapesten az Iparművészeti Iskolában tanult, majd Berlinben, Brüsszelben és Párizsban folytatta tanulmányait. Először a Nemzeti Szalonban állított ki. 1906-ban négy festményével részt vett a milánói nemzetközi kiállításon. 1909-ben Miskolcon telepedett le, ahol 1927-ig hét alkalommal volt gyűjteményes kiállítása. 1911-ben rendezte első kiállítását tájképeiből a Műcsarnokban. Impresszionizmusba hajló naturalista képeket festett. Néprajzi tárgyú vízfestményeket is készített. 1924-ben az Ernst Múzeumban, 1928-ban a Műcsarnokban volt kiállítása. 1933-ban öt hónapot töltött Hollandiában, ahol három kiállítást rendezett, Hágában, Groningenben és ’s-Hertogenboschhban. Az Országos Magyar Izraelita Közművelődési Egyesület tagja volt és 1939 és 1944 között részt vett az OMIKE Művészakció kiállításain. 1944-ben deportálták.

## Családja
Unokaöccse Gimes Miklós újságíró, politikus, az 1956-os forradalom vértanúja. Testvére Gimes Miklós orvos. Sógornője Gimesné Hajdú Lili pszichiáter, pszichoanalitikus.
Házastársa Freud Irma zeneiskolai igazgatónő volt, Freud Ignác és Fürnberg Berta lánya, akivel 1918. december 28-án Budapesten, a Terézvárosban kötött házasságot.

## Díjai, elismerései
- Lipótvárosi Kaszinó díj (1925)
- Esterházy Móric-díj (1926)